# Zim Integrated Shipping Services
Zim Integrated Shipping Services är det största transportföretaget i Israel. Det grundades 1945 och räknat 2005 var cirka 80 fartyg i företagets tjänst (varav 26 ägdes helt eller delvis av Zim Integrated Shipping Services). De flesta av dessa fartyg var containerfartyg.